# روبن کانو

روبن کانو، با لباس راه‌راه در سمت چپ تصویر

روبن کانو (انگلیسی: Rubén Cano؛ زادهٔ ۵ فوریهٔ ۱۹۵۱) بازیکن فوتبال اهل آرژانتین است.
از باشگاه‌هایی که در آن بازی کرده‌است می‌توان به باشگاه فوتبال رایو وایکانو، باشگاه فوتبال اتلتیکو مادرید، باشگاه فوتبال الچه، و باشگاه ورزشی تنریف اشاره کرد.
وی همچنین در تیم ملی فوتبال اسپانیا بازی کرده‌است.